# Chiesa della Santissima Trinità (Monte Sant'Angelo)
La chiesa della Santissima Trinità è una chiesa cattolica situata a Monte Sant'Angelo, nel Gargano (provincia di Foggia).

## Storia
La chiesa fa parte di un ex complesso monastico, sorto nei pressi delle mura di cinta vicino al rione Junno.
L'edificio in origine appartenne alle monache clarisse che lo fondarono nei primi anni del Quattrocento, grazie al danaro di un ricco nobile della città che finanziò tutta la costruzione dell'opera.
Nei vari secoli la chiesa è stata oggetto di lavori di ampliamento. Nel Settecento invece venne completamente rifatta dalle stesse arricchendola con altari di marmo, con decorazioni di stucco. Con tali lavori venne anche costruito il campanile. Nel maggio del 1887 la Chiesa fu abbandonata e la comunità locale delle suore clarisse disciolta. Con il terremoto del 1982 la struttura subì ingenti danni, ma interventi sulla stessa ne hanno comportato il superamento.
Il monastero oggi è sede del Centro Studi Micaelici e Garganici dell'Università degli Studi di Bari, diretto da Giorgio Otranto e della Biblioteca comunale.
Negli anni 2000 la chiesa è stata oggetto di lavori di ristrutturazione; a seguito di essi, nella stessa è ripresa la celebrazione delle Sante Messe.

## Curiosità
In tale monastero nasce, ad opera delle suore clarisse, uno dei dolci tipici e più famosi di Monte Sant'Angelo e cioè l'ostia ripiena.